# Bratovoești
Bratovoeşti é uma comuna romena localizada no distrito de Dolj, na região de Oltênia. A comuna possui uma área de 45.94 km² e sua população era de 3393 habitantes segundo o censo de 2007.